# ローラン・ルモワーヌ
ローラン・ルモワーヌ（Laurent Lemoine 、1998年4月24日 - ）は、ベルギー・ラ・ルヴィエール出身のサッカー選手。ベルギー・ファースト・ディビジョンB・ロンメル所属。ポジションは、ディフェンダー（センターバック）。